# ラビドサウルス
ラビドサウルス (Rabidosaurus) は中生代三畳紀に生息していた単弓類の絶滅した属である。ディキノドン類、カンネメエリア科に属している。

## 特徴
他のカンネメエリア科と同じく、草食であった。体長は2m、頭骨は50cm程度である。同科の基準種であるカンネメエリアによく似ているが、体長に比して頭骨が大きい（カンネメエリアは体長3m、頭骨40cm前後）。また、顔面に角をもっていたが、これは他のディキノドン類には見られない特徴である。
なお、ラビドサウルス（Labidosaurus）は真正爬虫類カプトリヌス科に属する、綱レベルで違う動物である。

## 分布
ロシアから化石が発見されている。